# Yevsektsiya
Yevséktsiya (ortografía alternativa:yevsektsia), en ruso:  евсекция, abreviatura de "еврейская секция "(yevréyskaya séktsiya, lit." Sección Hebrea") fue la sección judía del Partido Comunista de la Unión Soviética. Yevséktsiya se estableció para popularizar el marxismo y fomentar la lealtad al régimen soviético entre los  judíos de Rusia. La conferencia de fundación de Yevséktsiya tuvo lugar el 20 de octubre de 1918. Durante la mayor parte de su existencia, la Yevséktsya estaba dirigida por Semión Dimanstein.
Yevséktsiya estaba totalmente subordinada al liderazgo del  Partido Comunista soviético. Los miembros de Yevséktsiya eran de origen judío, si bien contrarios a la cultura judía tradicional y favorables a la asimilación cultural de los judíos en la sociedad soviética. En línea con la doctrina oficial soviética, Yevséktsiya se opuso frontalmente al bundismo y al sionismo, tildándolos de "nacionalismo burgués".
Yevséktsiya se disolvió en 1929. Muchos de sus dirigentes perecieron en la Gran Purga. Dimanstein fue arrestado, sentenciado a muerte en 1938 y ejecutado en el campo de fusilamiento de Communarka. Fue  rehabilitado póstumamente en 1955, dos años después de la muerte de Stalin.